# Артемон Селевкијски
Свети Артемон је био епископ селевкијски. У Селевкији је рођен и васпитан. Кад је апостол Павле дошао у тај град, видео је Артемона и још више га утврдио у вери Христовој, а потом и поставио за епископа тога града. Артемон је са ревношћу управљао црквом. Преминуо је у дубокој старости.
Српска православна црква слави га 24. марта по црквеном, а 6. априла по грегоријанском календару.